# José Belda
José Belda (Onteniente, 6 de junio de 1975) es un ciclista amateur español. A pesar de no haber debutado como profesional ha conseguido hacerse con las pruebas profesionales de la Vuelta a León 2012 entre otras victorias parciales además de dominar gran parte del calendario amateur español. Sin embargo un positivo por dopaje confirmado en 2012 le impidió dar el salto a profesionales.